# Hallasjön (Femsjö socken, Småland)
Hallasjön är en sjö i Hylte kommun i Småland och ingår i Nissans huvudavrinningsområde. Sjön är 8,6 meter djup, har en yta på 1,54 kvadratkilometer och är belägen 149 meter över havet. Sjön avvattnas av vattendraget Finnån. Vid provfiske har bland annat abborre, braxen, gädda och mört fångats i sjön.

## Delavrinningsområde
Hallasjön ingår i det delavrinningsområde (631139-134671) som SMHI kallar för Utloppet av Hallasjön. Medelhöjden är 154 meter över havet och ytan är 7,93 kvadratkilometer. Det finns inga avrinningsområden uppströms utan avrinningsområdet är högsta punkten. Finnån som avvattnar avrinningsområdet har biflödesordning 4, vilket innebär att vattnet flödar genom totalt 4 vattendrag innan det når havet efter 75 kilometer. Avrinningsområdet består mestadels av skog (56 procent) och sankmarker (21 procent). Avrinningsområdet har 1,54 kvadratkilometer vattenytor vilket ger det en sjöprocent på 19,4 procent.

## Fisk
Vid provfiske har följande fisk fångats i sjön:
- Abborre
- Braxen
- Gädda
- Mört
- Sutare